# Pavel Putík
Pavel Putík (* 9. května 1977) je bývalý český fotbalista.

## Hráčská kariéra
V české lize hrál za SK Sigma Olomouc a SFC Opava ve 24 zápasech, v nichž vstřelil jednu prvoligovou branku (v neděli 7. března 2004 za Opavu v Příbrami). Ve slovenské lize hrál na podzim 2003 za MŠK Žilina a je tak držitelem mistrovského titulu.
Ve druhé lize nastupoval za FK Mladá Boleslav, SC Xaverov Horní Počernice a SK Sigma Olomouc „B“. V jedné ze skupin třetí nejvyšší soutěže (ČFL) hrál za AC Sparta Praha „B“, FK Pelikán Děčín a SC Xaverov Horní Počernice.
V nižších soutěžích působil v SK Sparta Krč, SK Roudnice nad Labem, FSC Libuš, SK Český Brod, SK Čechie Uhříněves a FK Jižní Město Chodov. V letech 2005–2008 hrál také na Kypru.

### Evropské poháry
V evropských pohárech zasáhl do 7 utkání, v nichž zaznamenal 2 góly. Za Sigmu Olomouc nastoupil v obou zápasech Poháru UEFA 2002/03 proti bosenskému klubu FK Sarajevo a dal dvě branky (po jedné v obou utkáních). V dresu MŠK Žilina odehrál celkem pět utkání, aniž by skóroval (čtyři v kvalifikaci Ligy Mistrů UEFA 2003/04 a jedno v Poháru UEFA 2003/04).

### Ligová bilance
| Ročník                 | Zápasy | Góly | Minuty | Klub                       |
| ---------------------- | ------ | ---- | ------ | -------------------------- |
| ČFL 1995/96            | –      | 0    | –      | AC Sparta Praha „B“        |
| ČFL 1996/97            | –      | 4    | –      | FK Pelikán Děčín           |
| ČFL 1997/98            | –      | 4    | –      | FK Pelikán Děčín           |
| II. liga 1998/99       | 24     | 4    | –      | FK Mladá Boleslav          |
| II. liga 1999/00       | 6      | 0    | –      | FK Mladá Boleslav          |
| II. liga 1999/00       | 19     | 5    | –      | SC Xaverov Horní Počernice |
| II. liga 2000/01       | 27     | 7    | –      | SC Xaverov Horní Počernice |
| II. liga 2001/02       | 27     | 10   | –      | SC Xaverov Horní Počernice |
| II. liga 2002/03       | 2      | 0    | –      | SK Sigma Olomouc „B“       |
| I. liga 2002/03        | 16     | 0    | 752    | SK Sigma Olomouc           |
| I. liga 2003/04        | 5      | 0    | –      | MŠK Žilina                 |
| I. liga 2003/04        | 8      | 1    | 356    | SFC Opava                  |
| ČFL 2004/05            | –      | 4    | –      | SC Xaverov Horní Počernice |
| CELKEM I. LIGA         | 24     | 1    | 1 108  |                            |
| CELKEM I. LIGA         | 5      | 0    | –      |                            |
| CELKEM II. LIGA        | 105    | 26   | –      |                            |
| CELKEM III. LIGA – ČFL | –      | 12   | –      |                            |